# Hegebeintum

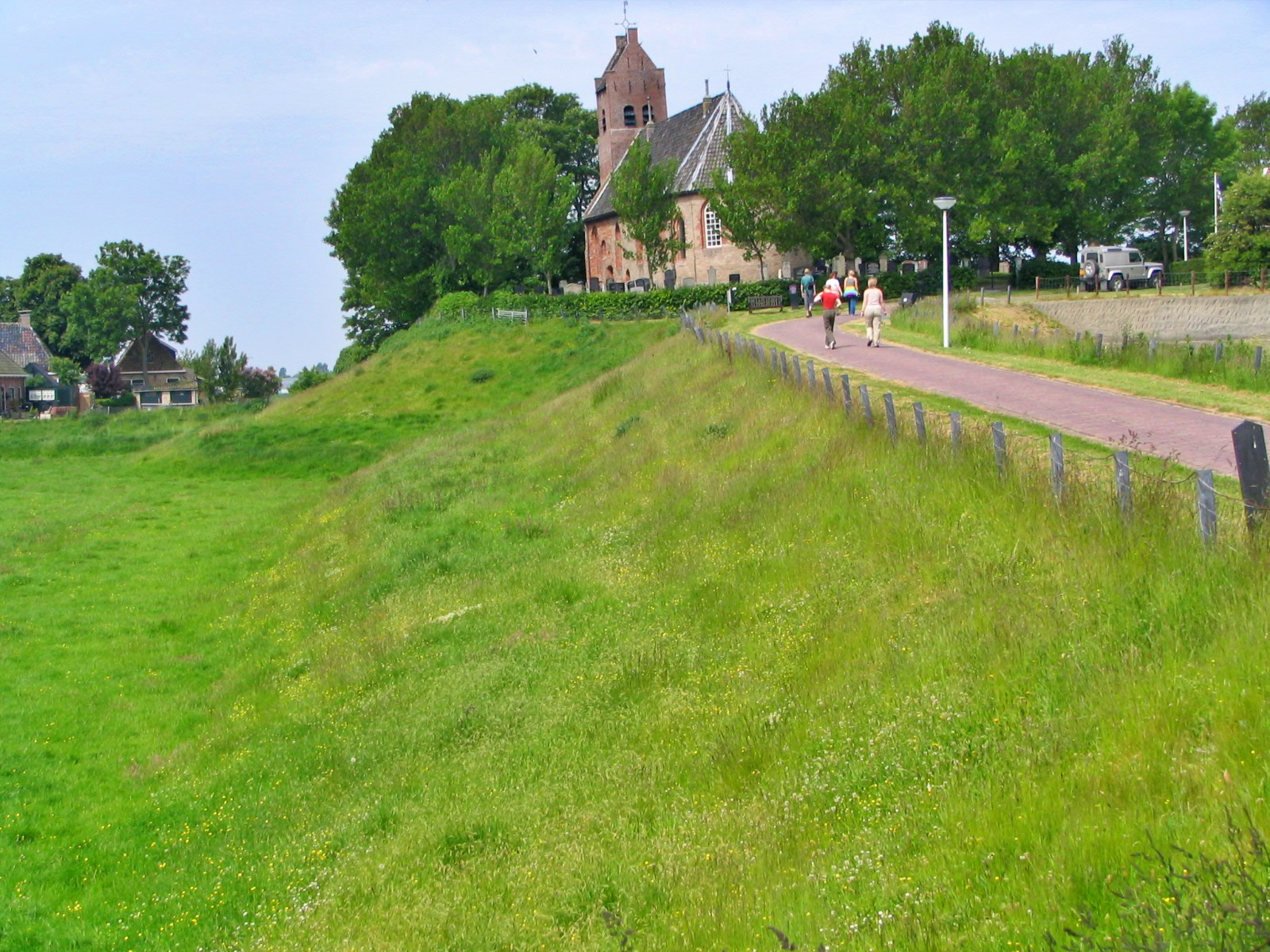
Warft mit Kirche

Hegebeintum (niederländisch Hogebeintum) ist ein Dorf in der Gemeinde Noardeast-Fryslân (bis 2018 Ferwerderadiel), Provinz Friesland (Niederlande). Es hat 85 Einwohner (Stand: 1. Januar 2024).
Hegebeintum liegt auf der höchsten Warft (Terp) der Niederlande: 8,8 m ü. NN.